# Обикновена маруля
Обикновената маруля (Lactuca sativa) е вид растение от семейство Сложноцветни (Asteraceae), срещащо се в умерените ширини. Култивира се най-вече заради листата, които се използват за храна. В много страни марулята се яде студена без термична обработка.
От нея се правят салати, използва се като гарнитура за хамбургери, прибавя се и към много други ястия.